# Jakob Ziegler (Politiker)
Jakob Ziegler (* 29. Juni 1894 in Weyher in der Pfalz; † 7. Dezember 1974 ebenda) war ein deutscher Weingutsbesitzer und Politiker (CDU).

## Leben und Beruf
Ziegler wurde als Sohn eines Landwirts und Weingutsbesitzers geboren. Nach dem Abitur studierte er Physik und Mathematik. Er übernahm nach dem Ersten Weltkrieg den landwirtschaftlichen Betrieb seiner Eltern und war dann als Weingutsbesitzer und Weinhändler in Weyher tätig.

## Partei
Ziegler trat nach 1945 in die CDP ein, aus der später der Landesverband der CDU Rheinland-Pfalz hervorging. Von 1946 bis 1951 war er Vorsitzender des CDU-Bezirksverbandes Pfalz.

## Abgeordneter
Ziegler war 1946/47 Mitglied der Beratenden Landesversammlung des Landes Rheinland-Pfalz und gehörte dann bis 1951 dem Rheinland-Pfälzischen Landtag an. 1950/51 amtierte er als Vizepräsident des Landtages.

## Öffentliche Ämter
Ziegler wurde 1945 von der alliierten Militärverwaltung als Bürgermeister der Gemeinde Weyher eingesetzt.

## Ehrungen
- Ehrenbürgerschaft der Gemeinde Weyher
- Jakob-Ziegler-Straße in Weyher
- Freiherr-vom-Stein-Plakette[1]